# Intermediate eXperimental Vehicle
Intermediate eXperimental Vehicle (literalmente Vehicul experimental intermediar; abreviat IXV) este un vehicul experimental de re-intrare atmosferică al Agenției Spațiale Europene. Acesta este destinat să valideze lansatoarele reutilizabile europene care ar putea fi evaluate în cadrul viitorului Program de Pregătire a Vehiculelor de Lansare (FLPP). Dezvoltarea IXV urmează să fie efectuată sub conducerea companiei NGL Prime SpA. 
Nava va fi utilizată pentru testarea unei game largi de tehnologii planificate pentru a fi utilizate în viitoarele dispozitive reutilizabile capabile de decolări multiple în spațiu și aterizări pe astroporturi. Este o continuare a programelor pre-X a Agenției Spațiale Franceze (CNES) și AREV (Atmospheric Reentry Experimental Vehicle  - literalmente, Aparat Experimental Atmosferic Refolosibil) al Agenției Spațiale Europene.
În data de 11 februarie 2015 la ora 15:40 (ora României), IXV a fost lansat la bordul unei rachete Vega din portul spațial european Kourou, Guiana Franceză. La 348 km deasupra Pământului, IXV s-a separat de rachetă și a continuat să urce până la o altitudine de 413 km. Ulterior, vehiculul a început reintrarea în atmosferă, iar la ora 17:20 a aterizat în Oceanul Pacific. IXV a fost transportat la centrul tehnic ESA ESTEC din Olanda pentru a fi studiat. 

## Vezi și
- Dragon (navă spațială)
- Dream Chaser
- Orion (navă spațială)

## Legături externe
- ro Vehiculul spațial experimental IXV a fost testat cu succes
- Pagină web oficială
- Profil pe twitter
- ESA animation of an entire IXV flight